# 让-吕克·莫罗
让-吕克·莫罗（法語：Jean-Luc Moreau，1944年6月17日—）是一名法国演员、导演，出生于塞纳省圣芒代（Saint-Mandé）。

## 生平
在国立高等戏剧学院全票拿到两项一等奖（经典喜剧和现代喜剧）之后，他1969年进入到法蘭西喜劇院，直至1972年他一共演绎了超过25部经典戏剧。
后来他离开了法兰西喜剧院，加入到 Pierre Debauche 在楠泰尔的楠泰尔-阿芒蒂耶戏院（théâtre des Amandiers）。他参演了維克多·雨果著名的《悲惨世界》， Jean-Pierre Bisson的《Sarcelles-sur-Mer》，《Smocking ou Les mauvais sentiments》。
从2010年起，他还经常参加法国电视二台Laurent Ruquier主持的娱乐节目 On n'demande qu'à en rire评委。
2014年12月，他还加入到了劳伦特·鲁基尔（Laurent Ruquier）所在的卢森堡电台RTL，并成为Grosses Têtes节目其中一名成员。